# Маджаров, Александр Станиславович
Александр Станиславович Маджаров (род. 9 августа 1949, Акмолинск, Казахская ССР, СССР) ― историк, доктор исторических наук, профессор.

## Биография
Родился Александр Маджаров 9 августа 1949 года в Целинограде (ныне ― Астана, Казахстан). Его предки по линии отца происходили из южной Украины, отец ― Станислав Михайлович Маджаров военный лётчик, капитан авиации, фронтовик-орденоносец, мама Александра Станиславовича, Маргарита Николаевна ― коренная иркутянка, синоптик, метеоролог. В 1967 году поступил в Иркутский государственный университет на исторический факультет, в ИГУ А. С. Маджаров прошёл путь от студента до профессора. В 1970 году Александр Станиславович Маджаров ― лауреат Всероссийского конкурса студенческих научных работ.
В 1972 году окончил Иркутский государственный университет и был направлен в Ленинградский государственный университет для прохождения стажировки и обучения в аспирантуре. В 1976 году защитил кандидатскую диссертацию на тему: «Мемуары большевиков как источник по истории революционного движения (1907–1917 гг.)» в Ленинградском государственном университете. Потом вернулся в город Иркутск и работал в Иркутском государственном университете. Александр Станиславович в Иркутске возглавлял Совет молодых учёных вузов, под руководством А. С. Маджарова было организовано несколько конференций. В 1992 году была опубликована его книга «Афанасий Щапов». В «Этюде об исследователе» профессор В. Казарин написал:
В 1992 году в Восточно-Сибирском книжном издательстве вышла его книга «Афанасий Щапов»… Она свидетельствовала о том, что лучшие традиции отечественной историографии не потеряны, они продолжаются и развиваются, несмотря на политическую конъюнктуру.
В 1993 году в Московском государственном университете защитил докторскую диссертацию на тему: «Эволюция демократического направления в русской историографии 50–70-х гг. XIX в.» под руководством академика И. Д. Ковальченко. Александр Станиславович Маджаров стал первым в городе Иркутске доктором наук по специальности «Историография, источниковедение, методы исторического исследования» и в этом же году ему было присвоено учёное звание профессора по кафедре историографии и источниковедения отечественной истории.
А. С. Маджаров продолжает работать на историческом факультете Иркутского государственного университета, читает лекции по историографии отечественной истории, спецкурсы, руководит аспирантами и дипломантами. С 1996 года Александр Станиславович ― инициатор и председатель Организационного комитета Всероссийских научно-практических конференций «Щаповские чтения», в которых принимают участие учёные из России, Украины и США. В 1996―2010 годах ― главный редактор сборников «Щаповских чтений».
Профессор Александр Станиславович Маджаров является автором трёх книг и более 120 научных публикаций, которые опубликованы в журнале «Родина», «Иркутском историко-экономическом ежегоднике», «Историографическом ежегоднике», «Археографическом ежегоднике», международных сборниках и др.
Александр Станиславович ― член союза журналистов России, пишет стихи и рассказы, автор и ведущий более 50 телевизионных и радиопередач, в том числе передачи о В. С. Высоцком (обл. ТВ 1998), о поэте Р. В. Филиппове (2006, гор. радиоканал), в 2010―2012 годах ― автор и ведущий цикла передач «Мелодии моей души» на городском радиоканале города Иркутска. Является автором трёх выставок инсталляций: в музее декабристов ― «Былинка на скале» (1999), «Серебряные дребезги души» (2009) и «Автографы Байкала» (2007) (Союз писателей на ул. Ст. Разина).

## Основные труды
- Афанасий Щапов. Иркутск, Вост-Сиб. Кн. Из-во. 1992. ― 272 с.
- Эволюция демократического направления в русской историографии 50-70 –х гг XIX в. Иркутск, Издательство Иркутского государственного университета. 1994. ― 223.
- Афанасий Прокопьевич Щапов: история жизни (1831-1876) и жизнь «Истории». Иркутск. Издательство ООО «Иркутская областная типография № 1 им. В.М. Посохина». 2005. ― 528 с.
- В поисках мысли. Об учебнике «Историография истории России до 1917 г.» Т. 1―2. Под ред. Проф. М. Ю. Лачаевой. Иркутск. 2006. ― 51 с.
- Понедельники как воскресенья. Стихи и проза. Иркутск. Издательство «Оттиск», 2009. ― 144 с.
- Мелодии моей души. История России XX в. в биографиях певцов и композиторов. Иркутск. Издательство «Оттиск». 2012. ― 192 с.
- История России в теории цивилизаций (Очерки историографии). Иркутск, Издательство Иркутского госуниверситета, 2014.